# Botiz (gmina)
Botiz – gmina w Rumunii, w okręgu Satu Mare. Obejmuje miejscowości tylko jedną  miejscowość Botiz. W 2011 roku liczyła 3622 mieszkańców.